# Carlo Carafa (vescovo)
Carlo Carafa o Caraffa (Napoli, 1584 – Aversa, 7 aprile 1644) è stato un vescovo cattolico e diplomatico italiano.

## Biografia
Era secondogenito di Fabrizio, conte di Grotteria, marchese di Castelvetere, e di Giulia Tagliavia d'Aragona. Conseguì la laurea in utroque iure e dopo il 1608 divenne prelato di consulta e prelato domestico di Sua Santità. Papa Paolo V lo nominò vescovo di Aversa nel 1616. Rimase sempre nelle grazie del pontefice e nel 1621 fu nominato nunzio apostolico in Austria, presso la corte di Ferdinando II d'Asburgo, per scongiurare eventuali conflitti europei.
Ad Aversa tenne un sinodo diocesano dopo la sua consacrazione. Al ritorno dall'incarico diplomatico in Austria, effettuò una visita pastorale nel 1625, risiedendo stabilmente nella sua diocesi che affidò al suo vicario generale Carlo Maranta e poi a Paolo Squillante, nel periodo della nunziatura. Fu abate commendatario di San Vincenzo in Prato e prevosto di Sant'Albino a Mortara; rinunciò ad entrambe nel 1643 in favore dell'omonimo nipote Carlo, anch'esso poi vescovo di Aversa.

## Genealogia episcopale
La genealogia episcopale è:
- Arcivescovo Filippo Archinto
- Papa Pio IV
- Cardinale Giovanni Antonio Serbelloni
- Cardinale Carlo Borromeo
- Cardinale Ottavio Paravicini
- Cardinale Giambattista Leni
- Vescovo Carlo Carafa

## Opere
- Commentaria de Germania sacra restaurata, Aversa, 1630